# Rudolf Kubík
Rudolf Kubík (* 22. června 1965 Mladá Boleslav) je český herec, textař a scenárista.

## Filmografie
- Bastardi 3 – 2012
- Hlídač č. 47 – 2008
- Kriminálka Anděl – 2008
- Prachy dělaj člověka – 2006
- Ordinace v růžové zahradě – 2005
- Waterloo po česku – 2002
- Andělská tvář – 2001
- Příběh rytíře – 2001
- Z pekla štěstí 2 – 2001
- Začátek světa – 2000
- Hanele – 1999
- Z pekla štěstí – 1999
- Bubu a Filip – 1996
- Maigret klade past (seriál Maigret) – 1996
- O mrňavém obrovi – 1996
- Šeptej – 1996
- Mutters Courage – 1995
- Tichý úkryt – 1995
- Duhová hora – 1994
- Arabela se vrací aneb Rumburak králem Říše pohádek - 1993
- Slunce, seno, erotika – 1991
- Největší z Pierotů – 1990
- Zkouškové období – 1990
- Dobrodružství kriminalistiky – 1989
- Muka obraznosti – 1989
- Citlivá místa – 1987
- Dotyky – 1987
- Seriál Archer – dabing postavy Dr. Kriegera

## PC hry
- Zaklínač (The Witcher) – 2007 – český dabing hlavní postavy hry Geralta z Rivie
- League of Legends – český dabing postavy Talona/Zeda
- Posel smrti 3 – český dabing vedlejších postav (Steve, Phil, Ralph, Tom)
- Heroes of Might and Magic V – český dabing hlavní postavy elfa Findana